# Santobius cubanus
Santobius cubanus is een hooiwagen uit de familie Podoctidae. De originele naamcombinatie (protoniem) was Ibantila cubana Šilhavý, 1996. Een volgende naamrecombinatie werd gepubliceerd als Santobius cubanus (Šilhavý, 1996) in Kury & Machado 2009.